# الغزاونة (أولاد اكواوش الشرقيين)
الغزاونة هو دُوَّار يقع بجماعة أولاد كواوش، إقليم خريبكة، جهة بني ملال خنيفرة في المملكة المغربية. ينتمي الدوّار لمشيخة أولاد اكواوش الشرقيين التي تضم 4 دواوير. يقدر عدد سكانه بـ 327 نسمة حسب الإحصاء الرسمي للسكان والسكنى لسنة 2004.

## روابط خارجية
- البوابة الوطنية للجماعات الترابية
- المندوبية السامية للتخطيط